# Liste des ambassadeurs de France au Royaume-Uni
Cette liste des ambassadeurs français au Royaume-Uni de Grande-Bretagne et Irlande est incomplète :

## AuXVIIIesiècle

Armes de la maison royale de Bourbon.

- (1697)-1701 : Camille d'Hostun, comte puis duc de Tallard[1]
- 1701-1715 : Jean-Baptiste Colbert, marquis de Croissy puis marquis de Torcy (secrétaire d'État des Affaires étrangères)
  - 1701-1702 : Chevalier Jean-Baptiste Poussin (en) (attaché traitant)
  - 1702-1705 : Louis de Rouvroy, duc de Saint-Simon (chargé d'affaires)
    - 1703-1710 : Abbé François Gaultier[2] (attaché traitant)
    - 1705-1707 : Nathaniel, baron Hooke (en) (attaché militaire)

  - 1708-1710 : Charles-Auguste de Matignon, comte de Gacé (chargé d'affaires)
    - 1710-1710 : Comte Louis-Ferdinand Marsili (attaché traitant)
    - 1711-1711 : Nicolas Mesnager, chevalier de Saint-Jean (attaché traitant)
- 1712-1712 : Louis d'Aumont, marquis de Villequier puis duc d'Aumont (ministre plénipotentiaire)
- 1712-1713 : Nicolas du Blé, marquis d'Huxelles (ministre plénipotentiaire)
  - 1713-1713 : Nicolas Mesnager, chevalier puis comte de Saint-Jean (attaché traitant)
- 1713-1716 : Charles-François d'Iberville, marquis de La Bonde (en)
- 1716-1718 : Abbé Guillaume Dubois, puis cardinal
  - 1716-1722 : Philippe Néricault Destouches, puis comte de Langeron (attaché traitant)
- 1718-1718 : Yves d'Alègre, marquis de Tourzel
- 1718-1720 : Henri, marquis de Saint-Nectaire (en)
- 1722-1724 : Théodore Chevignard de Chavigny, comte de Toulongeon
- 1724-1727 : François-Marie, comte puis duc de Broglie
- 1727-1731 : Joachim Trotti, marquis de La Chétardie
- 1731-1731 : Théodore Chevignard de Chavigny, comte de Toulongeon
  - 1731-1732 : Abbé Jacques Deschamps (en) (alias Morel Deschamps, attaché traitant)
- 1733-1735 : Philippe de Montboissier de Beaufort, marquis de Canillac (en)
- 1735-1736 : Abbé Roger de Bussy-Rabutin (ministre plénipotentiaire)
- 1737-1739 : Gaston Pierre Charles de Lévis, vicomte de Lomagne puis duc de Mirepoix
  - 1740-1741 : Chevalier Étienne de Silhouette (attaché traitant)
- 1741-1742 : Gabriel-Jacques de Salignac, vicomte de Saint-Julien puis marquis de Fénelon (ambassadeur extraordinaire)[3]

Voir aussi : guerre de succession d'Autriche et du Saint-Empire
- 1746-1747 : Jerónimo, marquis puis duc de Grimaldi
  - 1747-1747 : Général Ricardo Wall y Devereux, puis premier ministre du roi d'Espagne (Borbón) (attaché militaire)
  - 1747-1748 : Abbé Guy de Guérapin de Vauréal, puis évêque de Rennes (attaché traitant)
- 1748-1749 : Louis de Cardevac, marquis d'Havrincourt (en) (ministre plénipotentiaire)[4]
- 1749-1754 : Gaston Pierre Charles de Lévis, vicomte de Lomagne puis duc de Mirepoix (ambassadeur extraordinaire)
  - 1751-1752 : Antoine-François, marquis de Lambertye (en) (chargé d'affaires)
- 1752-1753 : Charles Gravier, comte de Vergennes (ministre plénipotentiaire)
  - 1753-1754 : Chevalier Jean-Jacques Boutet de Monvel (chargé d'affaires)
  - 1754-1754 : François Beauharnais de Beaumont, marquis de La Ferté (attaché militaire)
- 1754-1755 : Charles-François de Broglie, marquis de Ruffec (ambassadeur extraordinaire)
  - 1756-1757 : Chevalier Charles d'Éon (attaché traitant)
- 1758-1761 : Chevalier Jacques-Abraham Durand d'Aubigny (en) (ministre plénipotentiaire)

Voir aussi : révolution diplomatique et guerre de Sept Ans
- 1762-1763 : Louis-Jules Barbon Mancini, duc de Nevers
- 1763-1767 : Claude-Louis-François Régnier, comte de Guerchy puis marquis de Blosset
- 1768-1770 : Louis-Marie-Florent de Lomont d'Haraucourt, duc du Châtelet
- 1770-1776 : Adrien-Louis de Bonnières, duc de Guînes
  - 1770-1776 : Chevalier Jean-Baptiste Garnier (attaché traitant)
- 1776-1783 : Emmanuel-Marie-Louis, marquis de Noailles
  - 1783-1783 : Elénor-François-Élie, marquis de Moustier (chargé d'affaires)

Voir aussi : guerre d'indépendance des États-Unis
- 1783-1784 : Mathias-Joseph Gérard de Rayneval, comte de Munster (ministre plénipotentiaire)
- 1784-1787 : Jean-Balthazar, comte d'Adhémar (ministre plénipotentiaire)
- 1788-1791 : Anne-César, chevalier puis marquis de La Luzerne

Voir aussi : la Révolution française
- 1791-1792 : Jean-Marie de Bancalis de Maurel, marquis d'Aragon (en)
- 1792-1793 : François-Bernard de Chauvelin, marquis de Grosbois
- 1792-1793 : Charles de Talleyrand-Périgord puis prince de Talleyrand (ministre plénipotentiaire)
- 1793-1794 : Hugues-Bernard Maret, duc de Bassano (ministre plénipotentiaire)
- 1794-1795 : Claude Monneron (ministre plénipotentiaire)

Voir aussi : ministres des Affaires étrangères sous la Révolution

## AuXIXesiècle

Armoiries impériales.

- 1801-1802 : Louis-Guillaume Otto, comte de Môloy
- 1803-1803 : Comte Antoine-François Andréossy

Voir aussi : les guerres napoléoniennes
- 1814-1815 : Claude-Louis de Nançay, puis duc de La Châtre
- 1815-1819 : Eustache d'Osmond, puis marquis d'Osmond
- 1819-1819 : Victor de Faÿ, puis marquis de La Tour-Maubourg
- 1820-1821 : Élie Decazes, puis duc Decazes et de Glücksbierg
- 1821-1821 : Antoine de Gramont, puis duc de Gramont
- 1822-1823 : François-Auguste-René, vicomte de Chateaubriand
- 1823-1828 : Jules, prince de Polignac
- 1828-1830 : Adrien-Pierre de Montmorency, puis duc de Laval
- 1830-1834 : Charles, prince de Talleyrand
  - 1830-1832 : Comte Charles-Joseph Bresson (premier secrétaire)
- 1835-1840 : Horace Sébastiani, puis comte de La Porta
- 1840-1841 : François Guizot
- 1841-1847 : Louis de Beaupoil, puis comte de Saint-Aulaire
- 1847-1848 : Victor, 3e duc de Broglie
- 1848-1848 : Gustave Bonnin de La Bonninière, puis comte de Beaumont
- 1848-1851 : Édouard Drouyn de Lhuys
- 1851-1855 : Alexandre Colonna, puis comte Walewski
- 1855-1858 : Victor de Persigny, puis duc de Persigny
- 1858-1859 : Aimable Pélissier, puis duc de Malakoff
- 1859-1860 : Victor, duc de Persigny
- 1860-1862 : Charles de Flahaut, puis comte de Flahaut
- 1862-1863 : Jean-Baptiste-Louis Gros, puis baron Gros[5]
- 1863-1869 : Henri de La Tour d'Auvergne, connu prince de La Tour d'Auvergne[6]
- 1869-1870 : Charles de La Valette, puis marquis de La Valette[7]
- 1871-1872 : Philippe de Rohan-Chabot, comte de Jarnac
- 1872-1873 : Albert, 4e duc de Broglie
- 1873-1873 : Louis Decazes, 2e duc de Glücksbierg
- 1873-1874 : Sosthène vicomte de La Rochefoucauld puis duc de Doudeauville
- 1875-1879 : Georges, marquis d'Harcourt[8]
- 1879-1880 : Amiral Pierre de Pothuau[9]
- 1880-1880 : Léon Say
- 1880-1882 : Paul-Amand Challemel-Lacour
- 1883-1893 : Dr William Henry Waddington
- 1894-1898 : Alphonse Chodron, baron de Courcel[10]
- 1898-1920 : Paul Cambon[11],[12]

## AuXXesiècleetXXIesiècle
- 1920-1924 : Charles de Beaupoil[13]

Emblème héraldique de la République.

- 1924-1933 : Aimé-Joseph de Fleuriau[13]
- 1933-1940 : Charles Corbin[14]
- 1944-1955 : René Massigli[14]
- 1955-1962 : Jean Chauvel[14]
- 1962-1972 : Geoffroy Chodron de Courcel[14]
- 1972-1977 : Jacques Delarüe-Caron de Beaumarchais[14]
- 1977-1981 : Jean Sauvagnargues[14]
- 1981-1984 : Emmanuel Jacquin de Margerie[14]
- 1984-1986 : Jacques Viot (en)[15]
- 1986-1990 : Luc de La Barre de Nanteuil[14]
- 1990-1993 : Bernard Dorin[14]
- 1993-1998 : Jean Guéguinou[14]
- 1998-2002 : Daniel Bernard[14]
- 2002-2007 : Gérard Errera[14]
- 2007-2011 : Maurice Gourdault-Montagne[14]
- 2011-2014 : Bernard Émié[14]
- 2014-2017 : Sylvie Bermann
- 2017-2019 : Jean-Pierre Jouyet
- 2019-2022 : Catherine Colonna
- Depuis 2022 : Hélène Tréheux-Duchêne